# 갈파래과
갈파래과(Ulvaceae)는 갈파래강 갈파래목에 속하는 녹조식물 과이다. 12속 173종으로 이루어져 있다. 털가지파래(Enteromorpha multiramosa) 등을 포함하고 있다.

## 하위 속
- 파래속 (Enteromorpha)
- Gemina
- Letterstedtia
- Lobata
- Ochlochaete
- Percursaria
- Phycoseris
- Ruthnielsenia
- Solenia
- 갈파래속 (Ulva)
- 개홑파래속 또는 개갈파래속 (Ulvaria)
- 초록갈파래속 (Umbraulva)

## 같이 보기
- 파래